# Episodi di Doogie Howser (terza stagione)
La terza stagione della serie televisiva Doogie Howser è stata trasmessa in anteprima negli Stati Uniti d'America dalla ABC tra il 25 settembre 1991 e il 13 maggio 1992.
| nº | Titolo originale                                    | Titolo italiano | Prima TV USA      | Prima TV Italia |
| -- | --------------------------------------------------- | --------------- | ----------------- | --------------- |
| 1  | The Summer of '91                                   |                 | 25 settembre 1991 |                 |
| 2  | Doogie Has Left the Building: Part 1                |                 | 2 ottobre 1991    |                 |
| 3  | Doogie Has Left the Building: Part 2                |                 | 9 ottobre 1991    |                 |
| 4  | It's a Damm Shaman                                  |                 | 16 ottobre 1991   |                 |
| 5  | The Cheese Stands Alone                             |                 | 23 ottobre 1991   |                 |
| 6  | Lonesome Doog                                       |                 | 30 ottobre 1991   |                 |
| 7  | When Doogie Comes Marching Home                     |                 | 13 novembre 1991  |                 |
| 8  | Doogstruck                                          |                 | 20 novembre 1991  |                 |
| 9  | Room and Broad                                      |                 | 27 novembre 1991  |                 |
| 10 | Doogiesomething                                     |                 | 4 dicembre 1991   |                 |
| 11 | Truth and Consequences                              |                 | 11 dicembre 1991  |                 |
| 12 | It's a Wonderful Laugh                              |                 | 18 dicembre 1991  |                 |
| 13 | Dangerous Reunions                                  |                 | 8 gennaio 1992    |                 |
| 14 | Mummy Dearest                                       |                 | 22 gennaio 1992   |                 |
| 15 | Double Doogie with Cheese                           |                 | 5 febbraio 1992   |                 |
| 16 | The Show Mustn't Go On                              |                 | 12 febbraio 1992  |                 |
| 17 | If This Is Adulthood, I'd Rather Be in Philadelphia |                 | 19 febbraio 1992  |                 |
| 18 | What You See Ain't Necessarily What You Get         |                 | 11 marzo 1992     |                 |
| 19 | My Father, My Self                                  |                 | 19 marzo 1992     |                 |
| 20 | Educating Janine                                    |                 | 1º aprile 1992    |                 |
| 21 | Sons of the Desert                                  |                 | 22 aprile 1992    |                 |
| 22 | That's What Friends Are For                         |                 | 29 aprile 1992    |                 |
| 23 | Thanks for the Memories                             |                 | 6 maggio 1992     |                 |
| 24 | Club Medicine                                       |                 | 13 maggio 1992    |                 |